# Heimatschutzbrigade 61
Die Heimatschutzbrigade 61 war eine nicht aktive Heimatschutzbrigade des Heeres der Bundeswehr. Stabssitz war Idstedt. Die Brigade wurde 1981 ausgeplant, 1993 aufgelöst und war dem Verfügungstruppenkommando 41 im Wehrbereich I unterstellt.

## Gliederung
Die Brigade gliedert sich um 1989 wie folgt:
- Stab/Stabskompanie Heimatschutzbrigade 61 (GerEinh), Idstedt
  -  Pionierkompanie 610 (GerEinh), Idstedt (Umbenannt in TechnPiKp 610 (GerEinh) am 1. April 1993; aufgelöst 31. März 1997)[3][4]
  -  Versorgungskompanie 610 (GerEinh), Idstedt (Aufgelöst 1989)[5]
  -  Jägerbataillon 611 (GerEinh), Klein Wittensee (Aufgelöst 1989)[6]
  -  Jägerbataillon 612 (GerEinh), Flensburg (Aufgelöst 1989)[7]
  -  Panzerbataillon 613 (GerEinh), Hamburg (mit Leopard 1) (Aufgelöst 30. September 1991)[8]
  -  Feldartilleriebataillon 615 (GerEinh), Hamburg (mit Feldhaubitzen FH 105mm [L]) (Aufgelöst 1991)[9]

## Geschichte

### Aufstellung
Die Brigade wurde am 1. April 1981 zur Einnahme der Heeresstruktur IV in Schleswig im Wehrbereich I aufgestellt. Zeitgleich wurde die teilaktive „Schwesterbrigade“ Heimatschutzbrigade 51 ausgeplant.
Wie ihre Bezeichnung andeutet, war die nicht aktive Heimatschutzbrigade eine der zwölf Heimatschutzbrigaden und eine der sechs nicht aktiven Heimatschutzbrigaden des Territorialheeres. Im Verteidigungsfall konnte die Brigade durch einberufene Reservisten auf eine Sollstärke von rund 2800 Soldaten aufwachsen. Die Brigade war als Geräteeinheit ausgeplant. Ihr Wehrmaterial lagerte im Frieden in Depots. Erst im Verteidigungsfall wäre das Material mobil gemacht worden.
Die Gliederung und Ausrüstung der Heimatschutzbrigade war mit den meisten anderen nicht aktiven Heimatschutzbrigaden im Territorialheer vergleichbar: den Kern bildeten jeweils zwei Jägerbataillone, ein Panzerbataillon und ein Feldartilleriebataillon. Analog zur Ausrüstung der „Schwesterbrigade“ Heimatschutzbrigade 51 verfügte die Brigade im Gegensatz zu den meisten anderen Heimatschutzbrigaden über relativ moderne Leopard 1 im Panzerbataillon und den beiden schweren Kompanien der Infanteriebataillone. Die Jägerbataillone verfügten dagegen nicht über gepanzerte Mannschaftstransportwagen. Die Feldartillerie war wie bei den meisten Heimatschutzbrigaden mit gezogenen Feldhaubitzen FH 105mm (L) ausgerüstet. Aufgrund der geringen Anzahl an selbstständigen Kompanien und des für eine Brigade recht geringen Personalumfangs entsprach die Heimatschutzbrigade in Gliederung und Ausrüstung in etwa einer leichten Jägerbrigade.
Aufgabe der Heimatschutzbrigade als Teil des Territorialheeres war unter anderem die Verteidigung des rückwärtigen Heeresgebietes, insbesondere die Sicherung wichtiger Infrastruktur wie Marschrouten, Verkehrsknotenpunkte und Fernmeldeeinrichtungen. Im rückwärtigen Raum musste mit Luftlandetruppen, durchgesickerten oder durchgebrochenen Feind gerechnet werden.
Die Heimatschutzbrigade 61 wurde erstmals zur NATO Großübung Bold Guard 86 vollständig aktiviert.

### Auflösung
Nach der Wiedervereinigung und Ende des Kalten Krieges wurde die Brigade etwa zeitgleich mit allen anderen damals noch elf bestehenden Heimatschutzbrigaden im Zuge der Verkleinerung des Heeres 1993 aufgelöst.

## Verbandsabzeichen
Die Heimatschutzbrigade führte aufgrund ihrer Ausplanung als Geräteeinheit kein eigenes Verbandsabzeichen.